# Liudmila Pavlitxenko
Liudmila Pavlitxenko (ucraïnès: Людмила Михайлівна Павличенко)  (Bila Tserkva, 12 de juliol de 1916 - Moscou, 10 d'octubre de 1974), nom complet amb patronímic Liudmila Mikhàilivna Pavlitxenko, nascuda Liudmila Mikhàilovna Belova, rus: Людми́ла Миха́йловна Бело́ва, fou una franctiradora de l'Exèrcit roig. Amb 309 soldats i oficials enemics abatuts de manera confirmada, incloent-hi a 36 franctiradors, és considerada la millor dona franctiradora de tots els temps i amb una tàctica excepcional.

## Inicis
Pavlitxenko va arribar a ser una estudiant brillant als seus anys a l'educació bàsica. A l'edat de catorze, els seus pares es van traslladar a Kíiv, la capital de la República Socialista Soviètica d'Ucraïna. Allí es va unir a un club de tir, formant-se com tiradora alhora que treballava a un molí.

## Carrera militar

### Segona Guerra Mundial
El juny del 1941, quan Pavlitxenko estava estudiant història a la Universitat de Kíiv, l'Alemanya Nazi va iniciar la guerra contra la Unió Soviètica (amb l'Operació Barba-roja). Després d'això Liudmila es va apressar a allistar-se. A l'oficina de reclutament va sol·licitar unir-se a la infanteria i empunyar un fusell. El reclutador se'n va riure d'ella i li va suggerir una especialització com a infermera. Decidida, va rebutjar la idea, mostrant-li un certificat de punteria per a provar la seva vàlua. Pavlitxenko es va unir a la 25a Divisió d'Infanteria de l'Exèrcit Roig, arribant a ser una de les 2.000 franctiradores Soviètiques, de les quals només unes 500 van sobreviure a la guerra. Com a franctiradora, va abatre les seves dues primeres víctimes prop de Beliaievka, usant un fusell de forrellat Mosin-Nagant Soviètic (adaptat per al tir de precisió amb una mira de quatre augments). Aquest disparava bales de 9,6 grams a una velocitat de 853 m/s i era efectiu fins a aproximadament els 550 metres.
La soldat Pavlitxenko va lluitar aproximadament dos mesos i mig a la batalla d'Odessa, on va aconseguir 187 morts. Quan els romanesos van obtenir el control de la zona, la seva unitat va ser retirada per a ser enviada a Sebastòpol, a la Península de Crimea. El maig de 1942, la tinent Pavlitxenko va ser esmentada pel consell de l'Exèrcit Soviètic del Sud a causa dels seus 257 alemanys abatuts. El seu total de morts confirmades durant la Segona Guerra Mundial va ser de 309, incloent-hi 36 franctiradors enemics. Pavlitxenko va trobar el quadern de bitàcola d'un dels franctiradors alemanys que havia abatut. Aquest havia llevat la vida a més de 500 soldats soviètics.
El juny de 1942, Pavlitxenko va ser ferida per foc de morter a la cara. Donada la seva condició d'heroïna, va ser evacuada a bord d'un submarí del Setge de Sebastòpol i estiguera al voltant d'un mes ingressada per recuperar-se de les seves ferides. A la sortida de l'hospital va ser enviada al Canadà i als Estats Units per a una visita de propaganda, i es va convertir en el primer ciutadà soviètic en ser rebut per un President dels Estats Units. Franklin D. Roosevelt i la seva esposa la van rebre a la Casa Blanca. Més tard, Eleanor Roosevelt la va convidar a recórrer els Estats Units relatant les seves experiències. Va aparèixer abans en l'Assemblea Internacional d'Estudiants, que va tenir lloc a Washington D. C., i fou rebuda com una heroïna. Més tard va assistir a reunions en el Congrés d'Organitzacions Industrials, i va realitzar aparicions i discursos a Nova York. Al Canadà, va ser obsequiada amb un rifle Winchester amb mira òptica, el qual s'exhibeix avui en el Museu Central de les Forces Armades a Moscou. La seva visita i els discursos que realitzà estigueren encarats a convèncer l'opinió pública estatunidenca de l'obertura d'un nou front contra l'Eix a l'Europa continental.
Havent arribat al rang de comandant, Pavlitxenko mai va retornar al front, sinó que, com a instructora, va entrenar centenars de franctiradors soviètics abans de la fi de la guerra. El 1943 va rebre l'Estrella d'Or d'Heroi de la Unió Soviètica. Després de la guerra, va acabar la seva formació a la Universitat de Kíiv i va començar la seva carrera com a historiadora. Entre el 1945 i el 1953 va ser ajudant de la Caserna General Principal de l'Armada Soviètica (participant a més en un gran nombre de conferències i congressos internacionals). Més tard, va ser membre activa del Comitè Soviètic de Veterans de Guerra. Està enterrada al cementiri de Novodévitxi, a Moscou.

## Condecoracions
- Heroïna de la Unió Soviètica
- Ordre de Lenin (2)
- Medalla de la victòria sobre Alemanya en la Gran Guerra Patriòtica 1941-1945
- Medalla de la defensa d'Odessa
- Medalla de la defensa de Sebastòpol
- Medalla del 20è Aniversari de la Victòria en la Gran Guerra Patriòtica

## Galeria d'imatges

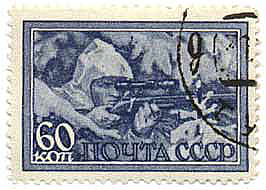
1943 Segell postal de la Unió Soviètica, dedicat a Pavlichenko.
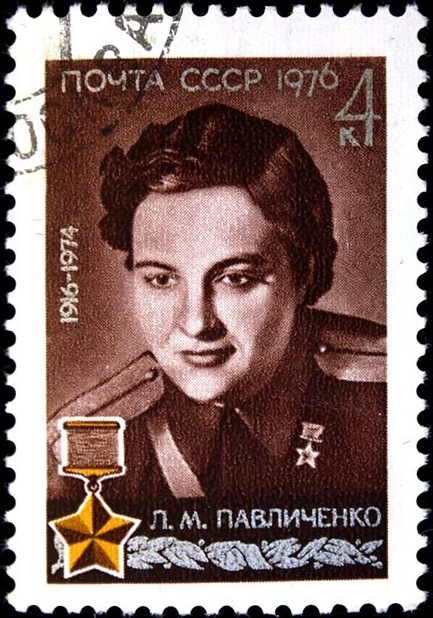
Segon segell dedicat a Pavlichenko.